# Sergio González (giocatore di calcio a 5)
Sergio González Pérez, noto semplicemente come Sergio González (Montcada i Reixac, 30 giugno 1997), è un giocatore di calcio a 5 spagnolo.

## Carriera

### Club
Cresciuto nei settori giovanili di Montcada, Barcellona, Les Corts e SC García, inizia la carriera senior con il Barcellona B con cui vince il campionato di Segunda División 2016-17. La stagione seguente si trasferisce al Ribera Navarra dove rimane per tre anni, contribuendo alla qualificazione ai play-off di Primera División nel 2018 e nel 2019. Gioca quindi per un biennio con il Valdepeñas con cui si consacra definitivamente. Nell'estate del 2022 viene acquistato dal Barcellona.

### Nazionale
Il 29 ottobre 2019 González debutta con la Nazionale di calcio a 5 della Spagna in occasione di un incontro amichevole contro la Romania, durante il quale mette inoltre a segno la sua prima rete. Il 30 agosto 2021 viene incluso nella lista definitiva dei convocati alla Coppa del Mondo 2021, conclusa dalla Spagna ai quarti di finale.

## Palmarès
- Campionato spagnolo: 1
Barcellona: 2022-23
- Supercoppa di Spagna: 1
Barcellona: 2022
- Coppa del Re: 1
Barcellona: 2022-23
- Segunda División: 1
Barcellona B: 2016-17